# Enrique Porta
Enrique Porta Guíu (* 17. Dezember 1944) ist ein ehemaliger spanischer Fußballspieler.

## Karriere
Enrique Porta durchlief die Jugendmannschaften von Real Saragossa. 1967 verließ er den Verein und unterschrieb seinen ersten Profivertrag beim damaligen Drittligisten SD Huesca. Bereits in seiner ersten Saison schoss Porta 34 Tore und zog so das Interesse zahlreicher Clubs auf sich. 1968 wechselte er in die Primera División zum FC Granada.
Bei seinem neuen Verein bestritt der Angreifer in der Saison 1968/69 jedoch lediglich fünf Partien – als Abwehrspieler. Auch in der Folgesaison spielte er im Konzept von Trainer Néstor Rossi keine Rolle und war so zeitweise gezwungen, im Alter von 26 Jahren für die Jugendmannschaft des Vereins zu spielen. Zur Saison 1970/71 kehrte er als Ergänzungsspieler in den Profikader zurück. Der lang ersehnte Durchbruch folgte in der Spielzeit 1971/72, als sich Porta endlich in den Stamm der Mannschaft spielte und mit 20 Toren prompt den Titel des Torschützenkönigs sicherte.
Obwohl er durch seine Leistungen das Interesse vieler großer Vereine auf sich zog, hielt Porta dem FC Granada bis 1975 die Treue. Anschließend spielte er noch zwei Jahre in Aragonien für Real Saragossa, ehe er seine Karriere beendete.

## Erfolge
- Pichichi-Trophäe: 1972
- Copa-del-Rey-Finalist: 1976